# Larva (Jaén)
Pour les articles homonymes, voir Larva.
Larva est une commune située dans la province de Jaén de la communauté autonome d'Andalousie en Espagne.

## Administration
| Période                                  | Période | Identité                         | Étiquette | Qualité |
| ---------------------------------------- | ------- | -------------------------------- | --------- | ------- |
| 2011                                     | 2019    | María de los Ángeles Leiva López | PSOE      |         |
| Les données manquantes sont à compléter. |         |                                  |           |         |